# 中園真司
中園 真司（なかぞの しんじ、1986年1月11日 - ）は、トップリーグ日野レッドドルフィンズに所属するラグビー選手。

## プロフィール
- 福岡県久留米市出身。
- ポジションはウィング(WTB)。
- 身長 171cm、体重 77kg
- ニックネームはしんじ、じーしんさん、デカ盛りしんじさん
- 7人制日本代表に選ばれたことがある[1]。
- U19日本代表に選ばれたことがある[2]。

## 略歴
りんどうヤングラガーズで小学1年からラグビーを始めた。
2004年、佐賀工業高校卒業後、関東学院大学に入学する。なお佐賀工業高校時代の同級生に元チームメイトの五郎丸歩がいる。
2007年、関東学院大学ラグビー部の主将に就任した。
2008年、関東学院大学卒業後、ヤマハ発動機ジュビロに加入。同年9月13日に行われたジャパンラグビートップリーグ第2節の三洋電機ワイルドナイツ戦に先発出場で公式戦初出場を果たす。
2018年、日野自動車レッドドルフィンズに加入。